# Atelier 5
Das Atelier 5 ist eine 1955 in Bern gegründete Schweizer Architektengemeinschaft, die mit der 1962 gebauten Siedlung Halen weltbekannt wurde. Danach konnte das Architekturbüro weitere wegweisende Wohnbauten, Wohnsiedlungen, öffentliche Gebäude und Planungen vor allem in der Schweiz und in Deutschland realisieren.

## Geschichte
Gründungsmitglieder des Atelier 5 waren im Jahr 1955 die fünf Architekten Erwin Fritz, Samuel Gerber, Rolf Hesterberg, Hans Hostettler und Alfredo Pini, zu denen 1956 die Partner Niklaus Morgenthaler und 1959 Fritz Thormann stiessen. Vier der fünf Gründungsarchitekten (Fritz, Hesterberg, Hostettler und Pini) arbeiteten zuvor 1953 bis 1955 bei Hans Brechbühler in Bern. Nur wenig später kamen Christiane Heimgartner, Francesco Tomarkin, Denis Roy, Jacques Blumer, Ralph Gentner, Anatole Dufresne und Bernard Stebler als Praktikanten oder Mitarbeiter und später als Partner dazu. 1956 konnte in der alten Ryff-Fabrik an der Sandrainstrasse 3 das Architekturbüro eingerichtet werden. 
Die von der Gruppe 1958 bis 1962 realisierte Siedlung Halen in Herrenschwanden nordwestlich von Bern gilt weltweit als wegweisendes Beispiel im Siedlungsbau nach dem Zweiten Weltkrieg. Das prototypische Bauen sowie die Arbeit in der Gruppe sind wesentliche Merkmale des Büros. Dazu kommen der anfangs markante Bezug auf Le Corbusier und die seit der Gründung des Büros bis heute anhaltende Beschäftigung mit dem Baumaterial Beton. Dadurch wurde das Atelier 5 in den 1970er Jahren der Bewegung des New Brutalism zugerechnet. Diese Beobachtung bleibt allerdings an der Oberfläche haften. Das Atelier 5 kann weder auf das Material Beton fixiert, noch auf die maniera à Le Corbusier verkürzt werden. Ausgehend von der Grundhaltung des Meisters hat es sich über die Zeit eine eigene komplexe Architektursprache zugelegt, die dem Ausgangspunkt Moderne verpflichtet ist und sich durch praktische Klarheit und den Verzicht auf zeitbedingte Erscheinungen auszeichnet (von der Postmodernen über die Mode Dekonstruktivismus bis zur heutigen neuen Sinnlichkeit). Die Siedlung Halen – beeinflusst durch das Siedlungsprojekt La Sainte-Baume von Le Corbusier aus dem Jahr 1948 – wird neben dem New Brutalism auch zu den Schweizer Beiträgen der Architekturströmung Strukturalismus gezählt. 
Trotz der grossen Beachtung der Siedlung Halen blieben in der Folge die Aufträge in der Schweiz weitgehend aus. Dank persönlichen Beziehungen zu Bauherren konnten einige Mehrfamilienhäuser in Biel, Urtenen und Bern und Einfamilienhäuser im Kanton Bern und im Tessin realisiert werden. Ab 1964 konnte das Büro in Deutschland Fuss fassen mit Projekten für die Ingenieurschule Biberach, zwei Quartierentwürfen und einer Planung. 1969 wurde die Gruppe zum Uno-Wettbewerb für ein städtebauliches Konzept im peruanischen Lima eingeladen, woraus ein Gewinn resultierte. Das führte zu weiteren Aufträgen in Deutschland, nach einem Gutachterverfahren entstanden in Vaihingen die Studentenheime und die Mensa der Universität Stuttgart. Hier wurde ein Esstisch mit dem umgebenden Raum für die Kommunikation zur bestimmenden inneren Zelle, zum Entwurfsprinzip und zum Konzept, das den strukturellen Aufbau und den gesamten Organismus entstehen liess. Weitere Auslandsaufträge und Wettbewerbserfolge in den frühen 70er Jahren und eine neue Abteilung für Raumplanung und Städtebau liessen das Büro auf 75 Personen anwachsen und erforderten eine strukturiertere Arbeitsweise und bessere Aufgabenteilungen.
Neben weiteren exemplarischen Wohnbebauungen (Thalmatt, Ried, Hamburg-Rotherbaum, Dreikönigshöfe-Mainz) entstanden beispielhafte Lösungen im Spitalbau (Spital Schwarzenburg), im Bauen in historischer Umgebung (Amtshaus Bern, Justizzentrum Potsdam) bei institutionellen und Gewerbebauten (Hypovereinsbank Luxemburg) sowie bei städtebaulichen Arbeiten (Port-Libben Prag, Erfurt Ringelberg). Auch nach vielen personellen, organisatorischen und technischen Veränderungen bleiben im 21. Jahrhundert der Sinn für das Ensemble, das Suchen nach einer entwurfsbestimmenden Zelle, die «promenade architectural», das strukturelle Denken und die Bevorzugung von Prototypen Leitlininen für die fortlaufende Weiterentwicklung des planerischen und baulichen Schaffens der Architektengemeinschaft.

## Arbeitsweise
Das Atelier 5 steht für Arbeiten, die aus dem Dialog hervorgehen, für die Arbeit in der Gruppe auf einem Gebiet, dem der Architektur, das heute fast immer mit dem Begriff des Autors als alleiniger Instanz im Entwurfsprozess verbunden wird. Verantwortlich für den Entwurf ist jeweils ein Team, das sich einer institutionalisierten Kritik der Gruppe stellen muss, in seinen Entscheidungen aber autonom bleibt. Es gibt keine Architektur per Abstimmung. Die Zusammensetzung der Teams wechselt dabei von Aufgabe zu Aufgabe, so dass über Zeit jeder mit jedem zusammenarbeitet und jeder Teammitglied und Kritiker ist. Charakteristisch für das Atelier 5 sind:
- die kritische Haltung der gestellten Aufgaben gegenüber
- die intensive Auseinandersetzung mit Ort und Kontext
- das Interesse an Konstruktion und Struktur
- das präzise Bestimmen des Bezugs zwischen privatem und gemeinschaftlichem, öffentlichem Raum.
- die Betonung der Brauchbarkeit für den Einzelnen und die Gemeinschaft
- der Verzicht auf formale Gesten und architektonische Zitate.

Die Zahl der Partner im Atelier 5 wechselt. Sie hatte sich in den 1970er Jahren auf 18 erhöht. 2019 sind es 4, nämlich die Architekten: Gabriel Borter, Gianni Chini, Florian Lünstedt und Franco Petterino. Als Autor der Arbeiten zeichnet aber immer nur das Atelier 5.

## Werke (Auswahl)
| Abbildung | Projektbezeichnung               | Standort                               | Bauzeit                                      |
| --------- | -------------------------------- | -------------------------------------- | -------------------------------------------- |
|           | Einfamilienhaus                  | Aarburg                                | 1957–1959                                    |
|           | Siedlung Halen                   | Herrenschwanden                        | 1958–1962                                    |
|           | Siedlung Thalmatt 1              | Herrenschwanden                        | 1967–1974                                    |
|           | Siedlung Thalmatt 2              | Herrenschwanden                        | 1983–1985                                    |
|           | Wohnbauten Brunnadern            | Bern                                   | 1968–1970                                    |
|           | Wohnbauten Rainpark              | Brügg                                  | 1968–1970                                    |
|           | Mensa Universität Stuttgart      | Stuttgart                              | 1970–1976                                    |
|           | Amtshaus Bern                    | Bern                                   | 1976–1981                                    |
|           | Valiantbank Bern                 | Bern                                   | 1976–1981                                    |
|           | Spital Schwarzenburg             | Schwarzenburg                          | 1981–1987                                    |
|           | Chronischkrankenheim Wittigkofen | Bern                                   | 1983–1989                                    |
|           | Siedlung Ried                    | Niederwangen BE                        | 1983–1990                                    |
|           | Siedlung Schlosspark Sinneringen | Sinneringen                            | 1991–1996                                    |
|           | Hypovereinsbank Luxemburg        | Luxemburg                              | 1993–2000                                    |
|           | CS Paradeplatz Zürich            | Zürich                                 | 1994–2002                                    |
|           | Umbau Bahnhof Bern               | Bern                                   | 1999–2003                                    |
|           | Wohnbauten Hamburg-Rotherbaum    | Hamburg                                | 1993–1998                                    |
|           | Dreikönigshöfe Mainz             | Mainz                                  | 2001–2005                                    |
|           | Liben-Docks Prag                 | Prag                                   | 1993–2000                                    |
|           | Hochschule für Landwirtschaft    | Bern                                   | 2007                                         |
|           | Projekt Take 5                   | Frankfurt am Main (Frankfurt-Riedberg) | 2007–2008                                    |
|           | Hauptsitz der Credit Suisse      | Zürich                                 | 2008                                         |
|           | Katholisches Zentrum Riedberg    | Frankfurt am Main (Frankfurt-Riedberg) | 2008 (Wettbewerbsentscheid, bisher ungebaut) |
|           | Projekt So What                  | Frankfurt am Main (Frankfurt-Riedberg) | 2011–2012                                    |

### Zeitschriften
- Die Computerjahre. Beilage Hochparterre 10/2005, Zürich
- Casabella November 1995, Milano
- Edilizia Popolare, Roma Luglio-Ottobre 1993
- Architecture and Urbanisme 1/1993, Tokyo
- Grosse Architekten, Gruner und Jahr, Hamburg 1992
- Häuser 2/1989, Hamburg
- Baumeister 8/1985, München
- Werk Bauen+Wohnen 7/8/1980, Zürich
- Architecture and Urbanisme 12/1971, Tokio
- The Kentiku Juni 1964, Tokio
- Casabella 258/1961

### Bücher
- Studio Paperback Atelier 5, mit einer Einleitung von Friedrich Achleitner, Verlag Birkhäuser, Basel 2000.
- Atelier 5, Siedlungen und städtebauliche Projekte, mit einem Essay von Kenneth Frampton, Braunschweig, Wiesbaden 1994, Basel, Berlin, Boston 2000.
- Das Seminar. Atelier 5, Balthasar Burkhard, Niele Torroni, Giairo Daghini. Verlag Ammann, Zürich 1988.
- Atelier 5, 26 ausgewählte Bauten. Verlag Ammann, Zürich 1986.
- Siedlungen. Atelier 5, Verlag Ammann, Zürich 1984.
- Architektur und Tageslicht. Atelier 5, Verlag Ammann, Zürich 1984.
- Für das Kunstwerk. Rémy Zaugg, Atelier 5, Verlag Ammann, Zürich 1983.
- Wohnort Halen. Eine Architekturreportage. Esther und Fritz Thormann, Niggli Verlag, Teufeln 1972 (jetzt Sulgen/Zürich).
- Architektur und Tirol (AuT): Konstantmodern, Fünf Positionen zur Architektur, Atelier 5, Gerhard Garstenauer, Johann Georg Gsteu, Rudolf Wäger, Werner Wirsing. Springer, Wien New York 2009, ISBN 978-3-211-99190-9.

### Diverse Texte
- 50 Jahre nach Halen, Interview mit Jacques Blumer in: Raimund Blödt, Frid Bühler, Faruk Murat, Jörg Seifert: Beyond Metropolis. Eine Auseinandersetzung mit der verstädterten Landschaft. Niggli Verlag, Sulgen/Zürich 2006, ISBN 3-7212-0583-9.
- Erfahrungen mit der Entwicklung neuer Wohnformen, Stuttgart 1999.
- Die Kamele des Atelier 5, Archithese 4/1995.
- Planung macht noch keine Architektur, Hochparterre 4/1993.
- Liegt die Zukunft der Stadt in der Agglomeration? Stadtplanung in Bern, Bern 1989.
- Versuche gegen übliche Spitalatmosphäre, Baumeister 2/1985.
- Atelier 5, Versuche im Gemeinsamen Wohnen, Architekturkonzepte der Gegenwart, Stuttgart 1983.